# Środki pieniężne
Środki pieniężne – najbardziej płynne składniki majątku obrotowego, przeznaczone na bieżące wydatki oraz zapłatę bieżących zobowiązań o najkrótszym terminie ich wymagalności.
Środki pieniężne składają się z gotówki w kasie oraz depozytów płatnych na żądanie.